# Polska na Mistrzostwach Świata w Lekkoatletyce 2001
Polska na Mistrzostwach Świata w Lekkoatletyce 2001 – reprezentacja Polski podczas zawodów w Edmonton zdobyła pięć medali w tym dwa złota. Do czempionatu w 2009 był to najlepszy występ Polaków na mistrzostwach globu od pierwszej edycji tych zawodów, która miała miejsce w 1983. 

## Występy reprezentantów Polski

### Mężczyźni
- Bieg na 100 m

Piotr Balcerzak odpadł w ćwierćfinale
- Bieg na 200 m

Marcin Urbaś odpadł w półfinale
- Bieg na 400 m

Robert Maćkowiak nie ukończył biegu finałowego
Piotr Długosielski odpadł w półfinale
Piotr Rysiukiewicz odpadł w półfinale
- Bieg na 800 m

Paweł Czapiewski zajął 3. miejsce (brązowy medal)
Grzegorz Krzosek odpadł w eliminacjach
- Bieg na 110 m przez płotki

Artur Kohutek odpadł w półfinale
- Bieg na 400 m przez płotki

Paweł Januszewski zajął 6. miejsce
Marek Plawgo odpadł w półfinale
- Chód na 50 km

Robert Korzeniowski zajął 1. miejsce (złoty medal)
Tomasz Lipiec zajął 9. miejsce
Roman Magdziarczyk nie ukończył (dyskwalifikacja)
- Sztafeta 4 x 100 m

Ryszard Pilarczyk, Łukasz Chyła, Piotr Balcerzak, Marcin Jędrusiński oraz Marcin Urbaś (eliminacje i półfinał) zajęli 6. miejsce
- Sztafeta 4 x 400 m

Rafał Wieruszewski, Piotr Haczek, Piotr Długosielski, Piotr Rysiukiewicz oraz Jacek Bocian (eliminacje) zajęli 3. miejsce (brązowy medal), po dyskwalifikacji za doping pierwszych na mecie reprezentantów USA
- Skok w dal

Grzegorz Marciniszyn zajął 9. miejsce
- Skok wzwyż

Grzegorz Sposób odpadł w kwalifikacjach
- Skok o tyczce

Adam Kolasa zajął 8. miejsce
- Rzut młotem

Szymon Ziółkowski zajął 1 miejsce (złoty medal)
Maciej Pałyszko zajął 11. miejsce
- Rzut oszczepem

Dariusz Trafas odpadł w kwalifikacjach

### Kobiety
- Bieg na 400 m

Grażyna Prokopek odpadła w półfinale
- Bieg na 1500 m

Lidia Chojecka zajęła 5. miejsce
- Bieg na 400 m przez płotki

Anna Olichwierczuk odpadła w półfinale
Małgorzata Pskit odpadła w półfinale
- Sztafeta 4 x 400 m

Aleksandra Pielużek, Grażyna Prokopek, Aneta Lemiesz, Małgorzata Pskit zajęły 7. miejsce
- Trójskok

Liliana Zagacka odpadła w kwalifikacjach
- Skok o tyczce

Monika Pyrek zajęła 3. miejsce (brązowy medal)
- Pchnięcie kulą

Krystyna Zabawska zajęła 10. miejsce
Katarzyna Żakowicz odpadła w kwalifikacjach
- Rzut dyskiem

Joanna Wiśniewska odpadła w kwalifikacjach
- Rzut młotem

Kamila Skolimowska zajęła 4. miejsce
Agnieszka Pogroszewska odpadła w kwalifikacjach